# Mike Pennel
Michael Maurice Pennel Jr. (Topeka, 9 maggio 1991) è un giocatore di football americano statunitense che milita nel ruolo di defensive tackle per i Kansas City Chiefs della National Football League (NFL).

## Carriera

### Green Bay Packers
Dopo non essere stato scelto nel Draft NFL 2014, Pennel firmò con i Green Bay Packers il 12 maggio. Nella sua stagione da rookie disputò 13 partite con 8 tackle. Nel 2015 scese in campo in tutte le 16 partite, di cui 5 come titolare, con 24 tackle, un sack e un fumble forzato.
Il 19 febbraio 2016 Pennel fu sospeso per quattro partite per essere risultato positivo a un test antidoping. Nel corso della stagione fu poi sospeso un'altra volta saltando le ultime 4 partite. Nelle 8 gare del 2016, Pennel fece registrare 7 tackle e un passaggio deviato.
Il 9 gennaio 2017, Pennel fu svincolato dai Packers.

### New York Jets
Il 6 febbraio 2017, Pennel firmò con i New York Jets. Quell'anno disputò tutte le 16 partite con un nuovo primato personale di 35 tackle.
Il 16 marzo 2018, Pennel siglò un'estensione contrattuale triennale con i Jets.
Il 19 febbraio 2019, i Jets optarono per non sfruttare l'opzione di rinnovo sul contratto di Pennel, rendendolo free agent.

### New England Patriots
Il 14 marzo 2019, Pennel firmò un contratto biennale con i New England Patriots. Il 26 agosto 2019 fu svincolato.

### Kansas City Chiefs
Il 19 ottobre 2019, Pennel firmò con i Kansas City Chiefs. Il 19 gennaio 2020 si qualificò per il suo primo Super Bowl contribuendo alla vittoria sui Tennessee Titans nella finale della AFC. Il running back avversario Derrick Henry, che veniva da una media di 185 yard corse a partita nei playoff, fu tenuto dalla difesa dei Chiefs a 69 yard corse. Il 2 febbraio 2020 scese in campo nel Super Bowl LIV contro i San Francisco 49ers che i Chiefs vinsero per 31-20, conquistando il primo titolo dopo cinquant'anni. Nella finalissima mise a segno un tackle e un passaggio deviato.

## Palmarès
- Super Bowl : 2

Kansas City Chiefs: LIV, LVIII
- American Football Conference Championship: 3

Kansas City Chiefs: 2019, 2020, 2023